# Telegrafski enačbi
Telegráfski enáčbi sta linearni hiperbolični parcialni diferencialni enačbi, ki opisujeta električno napetost in tok na homogeni prenosni liniji v odvisnosti od (enorazsežne) lege in časa. Na njuni osnovi je angleški matematik, fizik in elektroinženir Oliver Heaviside okoli leta 1880 razvil model prenosne linije, ki je pojasnil električne razmere na telegrafskih povezavah večjih dolžin. Prav tako pa so rešitve enačb pomembne za razumevanje visokonapetostnih močnostnih linij - daljnovodov. Heavisidov model pojasni odboje in druge valovne pojave elektromagnetnega valovanja vzdolž linije.

## Modelno vezje odseka linije
Elemente R, L, G in C v shemi jemljemo kot vrednosti na enoto dolžine linije (Ω/m, H/m, S/m, F/m). Induktivnost L vključimo zaradi magnetnega polja, ki ga povzroča tok skozi vodnik ter posledične medsebojne induktivnosti, lastne induktivnosti in podobno. Prevodnost G predstavlja izgube zaradi slabe izolacije vmesnega dielektrika.
V danem trenutku označimo napetost na levi strani četveropola z {\displaystyle u(x,t)} in tok, ki teče vanj (v desno), z {\displaystyle i(x,t)}. Podobno naj je napetost na desni strani {\displaystyle u(x+\Delta x,t)} in tok {\displaystyle i(x+\Delta x,t)}. Ta teče iz četveropola (usmerjen je v desno).
Zapišimo zančno napetostno enačbo vezja, pri tem pa množimo vrednosti elementov z infinitezimalno dolžino odseka linije in jih s tem konkretizirajmo:
{\displaystyle u(x,t)=i(x,t)R\Delta x+L{\frac {\partial i(x,t)}{\partial t}}\Delta x+u(x+\Delta x,t)\!\,.}
Podobno dobimo še tokovno enačbo edinega vozlišča modelnega vezja:
{\displaystyle i(x,t)=u(x+\Delta x,t)G\Delta x+C{\frac {\partial u(x+\Delta x,t)}{\partial t}}\Delta x+i(x+\Delta x,t)\!\,.}

## Izpeljava
Prenesemo zadnja člena na desno stran enačb in ju delimo z {\displaystyle \Delta x}. Desni strani nam v limiti {\displaystyle \Delta x\rightarrow 0} predstavljata odvod napetosti (toka) po legi in po preureditvi dobimo parcialni diferencialni enačbi 1. reda:
{\displaystyle {\frac {\partial u}{\partial x}}+Ri+L{\frac {\partial i}{\partial t}}=0\!\,,}
{\displaystyle {\frac {\partial i}{\partial x}}+Gu+C{\frac {\partial u}{\partial t}}=0\!\,.}
Zgornji enačbi lahko združimo in dobimo eno samo enačbo. V ta namen eno od zgornjih enačb odvajamo po spremenljivki {\displaystyle x}, drugo pa po {\displaystyle t}, nato ustrezno enačbo pomnožimo z {\displaystyle L} ali {\displaystyle C}, da lahko, ko enačbi seštejemo, odstranimo člen z dvojnim mešanim parcialnim odvodom. Glede na vrstni red prvega odvajanja lahko končno dobimo parcialno diferencialno enačbo 2. reda za napetost ali za tok:
{\displaystyle {\frac {\partial ^{2}u}{\partial x^{2}}}-LC{\frac {\partial ^{2}u}{\partial t^{2}}}-(LG+RC){\frac {\partial u}{\partial t}}-RGu=0\!\,,}
oziroma:
{\displaystyle {\frac {\partial ^{2}i}{\partial x^{2}}}-LC{\frac {\partial ^{2}i}{\partial t^{2}}}-(LG+RC){\frac {\partial i}{\partial t}}-RGi=0\!\,.}